# Gina Dittmann
Gina Marie Dittmann (* 10. September 2002) ist eine deutsche Tennisspielerin.

## Karriere
Dittmann spielt bislang vor allem auf der ITF Junior Tour und der ITF Women’s World Tennis Tour, wo sie bislang zwei Titel im Doppel gewinnen konnte.

### College-Tennis
2020 bis 2022 spielte Dittmann für das Damentennisteam der Lumberjacks der Northern Arizona University, ab 2022 für das Wolfpack der North Carolina State University.
2021 spielte Dittmann für den TA Sindelfingen in der 2. Tennis-Bundesliga.

## Turniersiege

### Doppel
| Nr. | Datum           | Turnier  | Kategorie | Belag     | Partnerin     | Finalgegnerinnen                   | Ergebnis         |
| --- | --------------- | -------- | --------- | --------- | ------------- | ---------------------------------- | ---------------- |
| 1.  | 5. Oktober 2024 | Monastir | ITF W15   | Hartplatz | Marcella Cruz | Madelief Hageman Vicky Van de Peer | 6:4, 6:4         |
| 2.  | 3. Mai 2025     | Yecla    | ITF W50   | Hartplatz | Jana Otzipka  | Mia Horvit Michika Ozeki           | 6:4, 1:6, [10:5] |